# 機場前駅
機場前駅（きじょうまえ-えき）は中華人民共和国昆明市官渡区に位置する昆明軌道交通6号線の駅。昆明長水国際空港のターミナルの最寄り駅は隣の終点となる機場中心駅であり、当駅はターミナルではない。

## 注意点
- 名称こそ空港の目の前のような駅名となっているが、昆明長水国際空港のターミナルの最寄り駅は終点となる1つ隣の機場中心駅となる。非常に誤認しやすい駅名なので、注意を要する。